# ウッチャンナンチャン (テレビ番組)
『ウッチャンナンチャン』は、日本テレビ系列局で放送されていた日本テレビ製作のバラエティ番組。製作局の日本テレビでは1989年4月2日から1990年3月25日まで、毎週日曜 17:00 - 17:15 （日本標準時）に放送。

## 概要
『ウッチャンナンチャンのウリナリ!!』まで13年間続いた、ウッチャンナンチャンの日本テレビにおける冠番組シリーズの第1弾である。
ステレオ放送であり、番組の終盤あたりでは、新曲を出したアイドル歌手たちのPRを兼ねてなのか、彼女たちのミュージック・ビデオが流されていた。この構成は、日曜17:00枠の後継番組においても数年間踏襲され続けていた。
本番組の終了後、ウンナンの冠番組シリーズは日曜17:00枠から撤退し、後継番組の『ウッチャン・ナンチャン with SHA.LA.LA.』は火曜25:10枠でスタートすることになった。

## 出演者
- 内村光良（ウッチャンナンチャン）
- 南原清隆（ウッチャンナンチャン）
- 斉藤満喜子
- 劇団SHA・LA・LA（出川哲朗・入江雅人・田中和治・仁井田さゆり・朝山まゆみ）

## スタッフ
- 構成 - すずまさ、内村宏幸、竹田康一郎、右近享、上原銀河、大村貴行、白崎和彦、平間淳
- 演出 - 工藤浩之
- 演出補 - 園田俊郎、小西寛、飯山直樹
- 制作協力 - 金田武信（THE WORKS）、柵木秀夫（マセキ芸能社）
- 制作 - 庄司文雄
- 製作著作 - 日本テレビ

## ころばぬ先のウッチャンナンチャン
『ころばぬ先のウッチャンナンチャン』は、1990年1月4日（木曜）14:00 - 15:25に日本テレビで放送された特別番組。「友情」をテーマにコントやトークなど、あらゆるバラエティの要素を盛り込んだ番組。出演者はウッチャンナンチャン、西村知美、立花理佐、宮川一朗太、森恵、西山浩司。